# Найт, Шуг
Мэрион Хью «Шуг» Найт-младший (англ. Marion Hugh «Suge» Knight, Jr.; род. 19 апреля 1965, Комптон, Калифорния) — американский руководитель звукозаписывающей компании и осуждённый преступник, соучредитель и бывший генеральный директор Death Row Records, на котором выпускались такие звёзды хип-хопа, как 2Pac, Dr. Dre, Snoop Dogg, Outlawz и Tha Dogg Pound.

## Молодость
Мэрион Хью Найт-младший родился в Комптоне, Калифорния. Его прозвище «Suge» (Сахарок), появилось ещё в детстве, когда его звали «Sugar Bear» (Сахарный медведь). Учился в средней школе Линвуд, где был звездой команд по американскому футболу и бегу. Состоял в банде Mob Piru. В 1983 году окончил школу. С 1983 по 1985 годы был на футбольной стипендии колледжа Эль Камино. В 1985 году перешёл в Университет Невады, Лас-Вегас и играл там в течение двух лет.
После колледжа Найт не был выбран командами НФЛ, но был выбран во время тренировочного лагеря «Лос-Анджелес Рэмс». В итоге Найт провёл за «Рэмс» два матча в сезоне 1987 года. Позже, он нашёл работу концертного промоутера и телохранителя многих знаменитостей, включая Бобби Брауна.
Найт был арестован в октябре 1987 года за домашнее насилие — он напал на свою подругу. В том же году Шуга арестовали в хэллоуиновскую ночь в Лас-Вегасе за угон автомобиля, незаконное ношение оружия и покушение на убийство. Он предположительно стрелял в человека три раза, в момент угона его автомобиля. Найт признал себя виновным и получил два года испытательного срока.
Два года спустя Найт основал своё собственное музыкальное издательство. Свою первую большую прибыль в музыкальном бизнесе он получил, когда Vanilla Ice (Роберт ван Винкл) согласился передать лицензионные платежи от хита «Ice Ice Baby», за то что песня включала материал, написанный клиентом Найта Марио Джонсоном. Найт и его телохранители несколько раз нападали на ван Винкла. В одном случае Найт вошёл в гостиничный номер ван Винкла и, предположительно, свесил его вверх ногами с балкона. Ван Винкл сказал, что Найт угрожал сбросить его с балкона.
Позже Найт сформировал компанию, управляющую правами артистов и подписал известных хип-хоп артистов Западного побережья DJ Quik и The D.O.C. Так же он познакомился с несколькими членами гангста-рэп группы N.W.A.

## Death Row Records
Доктор Дре и The D.O.C. хотели уйти из N.W.A. и лейбла Ruthless Records, управляемого Eazy-E, другого члена N.W.A. По словам менеджера N.W.A. Джерри Хеллера, Найт и его друзья угрожали ему и Eazy-E свинцовыми трубами и бейсбольными битами, с целью заставить их разорвать контракты с Дре, D.O.C. и Michel’le. В конечном счёте Дре и D.O.C. стали соучредителями Death Row Records в 1991 году вместе с Найтом, который поклялся сделать из лейбла «Motown 90-х» (Motown Records — первая звукозаписывающая компания, созданная афроамериканцем ещё в конце 50-х).
Первоначально Найт воплотил свои амбиции: он заключил сделку о дистрибуции с Interscope Records и сольный дебютный альбом Доктора Дре The Chronic, который вышел в 1992 году, стал трижды платиновым к концу 1993 года. Это также сделало карьеру протеже Дре Снуп Доггу, дебютный альбом которого Doggystyle стал четырежды платиновым в 1994 году.
Между тем Death Row начала публичную вражду с лидером 2 Live Crew Лютером Кэмпбеллом, и когда Найт поехал в Майами на хип-хоп конвенцию в 1993 году, он был замечен открыто несущим украденное оружие. В следующем году он открыл частный ночной клуб «Club 662» в Лас Вегасе, в который пускали только по записи. В 1995 он столкнулся с активисткой Делорес Такер, чьи обвинения Death Row в популяризации «гэнгста» образа жизни, возможно помогли сорвать прибыльную сделку с Time Warner.

### 2Pac, MC Hammer, Dr. Dre и Death Row Label
Вражда Найта с импресарио Восточного побережья Шоном Комбсом (известного в то время как Puff Daddy) усилилась, когда Найт оскорбил основателя лейбла Bad Boy Records на вручении премии журнала The Source в августе 1995 года. Найт открыто обвинил Комбса в том, что тот участвует во всех песнях артистов своего лейбла и появляется во всех их клипах. Найт объявил аудитории: «Любой, кто хочет записывать песни и хочет оставаться звездой, но не хочет волноваться об исполнительном продюсере, пытающемся быть во всех ваших клипах, записях и танцах, приходите в Death Row».
В том же году Найт предложил выплатить залог (1,4 миллиона долларов) за Тупака Шакура если рэпер согласится подписать контракт с Death Row. Шакур согласился.
MC Hammer подписал контракт с Death Row в 1995 году после успеха своего прошлогоднего альбома The Funky Headhunter. В этом же году с лейблом подписал контракт Тупак и Снуп Догг. Лейбл не выпускал альбом Хаммера Too Tight, в то время как у него был контракт с ними, версии некоторых треков он выпустил на его следующем альбоме. Однако Хаммер делал записи с Тупаком и другими, прежде всего песня «Too Late Playa» (в которой также поучаствовали Big Daddy Kane и Danny Boy). После смерти Тупака в 1996 году Хаммер покинул лейбл. Позже он объяснил своё беспокойство по поводу этого обстоятельства в интервью Trinity Broadcasting Network, так как он был в Лас-Вегасе с Тупаком в ночь его смерти.
Хаммер выпустил песню Тупака «Unconditional Love» на своём альбоме Family Affair в 1998 году. Дружба между Хаммером, Тупаком и Шугом была показана в телевизионном фильме «Too Legit: The MC Hammer Story» на VH1 в 2001 году.
Лейбл перенёс основной удар, когда Доктор Дре, расстроенный всё более растущей бандитской репутацией компании, решил уйти и создать свой лейбл. После ухода последовало несколько диссов на Дре.

### Убийства Тупака и The Notorious B.I.G.: теория о причастности Найта
Покушение на Тупака Шакура было совершено 7 сентября 1996 года в Лас-Вегасе, шесть дней спустя он умер в больнице. Когда основной конкурент Шакура с Восточного побережья The Notorious B.I.G. (a.k.a. Biggie Smalls) был убит подобным способом в марте 1997 года, возникло предположение, что Найт был причастен к смерти Бигги и что убийство было местью за Тупака. Бывшие артисты Death Row такие как Снуп Догг позже заявили, что Шуг был также вовлечён и в убийство Тупака.
Популярное представление, что Шуг Найт виновен в убийствах Бигги и Тупака было представлением экс-детектива Рассела Пула, теория которого вдохновила писателя Рэндэлла Салливана и режиссёра Ника Брумфилда. Догадка была в том, что Найт заказал Тупака прежде чем тот смог уйти с Death Row, а затем замыслил убить Бигги, чтобы отвести от себя подозрения в убийстве Тупака. По замысловатой теории убийства Бигги подозрения в заговоре с целью убить и покрыть убийство Бигги падали на Шуга Найта, некого продажного полицейского, брокера Амира Мухаммада (который никогда не имел проблем с законом), начальника полиции и полицию Лос-Анджелеса. «Теория Бигги» сформировала основание судебного процесса семьи Уоллеса против Лос-Анджелеса. Ключевым источником теории Пула был Кевин Хэки. Хэки, бывший партнёр Death Row, сказал, что он знал о связи между Найтом, Мэком и предполагаемыми продажными полицейскими. Его информация использовалась семьёй Уоллеса в их иске на 500 миллионов долларов против города Лос-Анджелес в смерти Бигги. Но позже Хэки сказал Чаку Филипсу, что юристы Уоллеса изменили его обвинения. В 2009 году иск семьи Уоллеса был отклонён.
История, рассказанная Филипсом в 2005 году показывает, что другой главный источник теории Пула-Салливана об убийстве Бигги, обвиняющий Амира Мухаммада, Дэвида Мэка, Шуга Найта и полицию Лос-Анджелеса был шизофреником, известным как «Психопат Майк», который позже признался в обмане и провалах в памяти, а также в ложной идентификации Амира Мухаммада, как центральной фигуры в теории Пула-Салливана. Джон Кук в интервью «Brill’s Content» отметил, что статья Филипса «уничтожила»
Приблизительно в то же самое время вышла теория Пула-Салливана об убийстве Тупака (также вовлекающая Найта), поскольку в 2002 году в Los Angeles Times был опубликован рассказ следователя Чака Филипса под названием «Кто убил Тупака Шакура?», за который он получил Пулитцеровскую премию. В рассказе повествуется о годовом расследовании, которое восстанавливает убийство Тупака Шакура и события приведшие к нему. Рассказ был основан на полицейских показаниях под присягой и судебных документах, а также на интервью со следователями, свидетелями преступления и членами Southside Crips, которые прежде никогда не обсуждали убийство вне банды.

Доказательства, собранные Филипсом показали, что «стрельба была произведена бандой из Комптона Southside Crips, с целью мести за избиение одного из его участников Шакуром несколькими часами ранее. Орландо Андерсон, на которого напал Шакур, сделал фатальные выстрелы. Полиция Лас-Вегаса не рассматривала Андерсона как подозреваемого и только кратко допросила его. Позже он был убит в несвязанной с этим делом перестрелке». В статье присутствовали многие музыкальные фигуры Восточного побережья, включая Бигги Смоллза, друзья Шакура в то время утверждали, что он заплатил за оружие. Перед своими смертями Андерсон, Бигги и его семья отрицали любую роль в убийстве Шакура. Семья Бигги представила документы, которые должны были доказать, что рэпер был в Нью-Йорке и Нью-Джерси во время убийства Тупака. New York Times назвал документы неполными: 
«Документы — это три распечатанные страницы из отцовского дома, которые указывают, что Уоллес был днём в студии на записи песни „Nasty Boy“, когда стреляли в Шакура. Но ничто не указывает на то когда были созданы эти документы. Звукорежиссёр Луи, перечисленный на листах, сказал в интервью, что помнит, что делал запись песни с Уоллесом на ночной сессии, а не в течение дня. Он не мог вспомнить дату сессии, но сказал, что это было вероятно не в ночь, когда стреляли в Шакура. Мы услышали бы об этом, сказал мистер Альфред».

В документальном фильме «Тупак Шакур: Прежде чем я проснусь» телохранитель Тупака и писательница Кэти Скотт сказали, что Найт не занял место в машине, через которое прошли пули, потому что знал о нападении и с какой стороны будут стрелять.
Расследование убийства Бигги Смоллза 2006 года, возглавляемое детективом Грегом Кэдингом, возвратилось к убийству Тупака и подтверждённым результатам Чака Филипса. В своей книге 2011 года «Убийца Рэп» детектив Кэдинг сообщил о разговоре с членом банды Crips Дуэйном «Keefe D» Дэвисом, который признался в поездке в автомобиле, из которого стреляли в Тупака. Как отмечал Чак Филипс в своей более ранней статье в «Los Angeles Times», Crips предложили миллион долларов партнёры «Bad Boy Records» за убийство Тупака. Кэдинг, который подозревал Шона Коумза как участника заговора, добавил, что вознаграждение предлагалось также и за убийство Шуга Найта, утверждение, которое Филипс никогда не комментировал.
Однако в отличие от Чака Филипса, который никогда не называл стрелявшего в Бигги, Кэдинг сообщает, что Найт нанял Уордела «Pouchie» Фьюза, чтобы убить самую ценную звезду Паффи Коумза. Pouchie позже пережил одну попытку убийства, но был застрелен через год после первого нападения. Несмотря на результаты рабочей группы, обвинения никогда не предъявлялись и рабочая группа была расформирована.
После смерти Тупака вышел альбом Снуп Догга Tha Doggfather, в котором он открыто обвинил Шуга Найта в убийстве Шакура и решил оставить лейбл, сначала перейдя на No Limit Records принадлежащий Master P, а позже создал свой собственный лейбл Doggystyle Records. В 2002 году Снуп выпустил песню «Pimp Slapp’d», в которой он критиковал Шуга и Death Row. В 2006 году Снуп снова напал на Найта устно, обвиняя его в смерти Тупака, на что Шуг ответил, что Снуп «полицейский информатор», потому что он «никогда не попадает в тюрьму».

### Конец Death Row Records
4 апреля 2006 года Шуг Найт объявил о банкротстве из-за судебного процесса по гражданскому делу против него, в котором Лидия Харрис утверждала, что была обманута Death Row Records. Суд обязал Найта выплатить Харрис 107 миллионов долларов. При допросе кредиторами он отрицал, что хранит деньги в зарубежных странах или в африканской компании, которая имеет дело с алмазами и золотом. Поданные на банкротство документы показали, что у Найта не было дохода в этом году с бизнес-операций. Согласно финансовым отчётам, на его банковском счёте было всего 12 долларов, и он владел одеждой стоимостью в 1 000 долларов, мебелью и приборами — в 2 000 и драгоценностями — в 25 000. Адвокат Найта сказал, что его клиент всё ещё остаётся «у руля» Death Row. Харрис сказала репортерам, что она получила оплату в размере 1 миллиона долларов, но не согласилась уладить вопрос. «Я говорю вам, я не согласна на урегулирование за 1 миллион. Это смешно. Давайте будем серьёзны», сказала она.
Найт пропустил встречу со своими кредиторами, после того как получил повреждения в результате аварии. Другая запланированная встреча с кредиторами была пропущена после того, как Шуг сказал, что пережил смерть в своей семье. Наконец 7 июля 2006 года федеральный судья Эллен Кэрол объявила доверенному лицу Найта о банкротстве Death Row, сказав, что студия звукозаписи подверглась неумелому руководству.
Он подал апелляцию, ссылаясь на 11 главу Кодекса США о банкротстве, которая позволяет компании продолжать деловые операции при реорганизации после банкротства. Death Row управлялась Нильсоном во время конкурсного производства, в то время как Найт наблюдал за своим банкротством как должник.
В июне 2007 года он выставил свой дом с семью спальнями в Малибу за 6,2 миллионов долларов. Особняк был продан в декабре 2008 года в суде по делам о банкротстве за 4,56 миллиона.
В июне 2008 года он продал Death Row нью-йоркской компании «Global Music Group».
25 января 2009 года был проведён аукцион всего найденного в офисе Death Row после того, как компания объявила о банкротстве, включая некоторые личные вещи Найта. Знаменитый электрический стул Death Row был продан за 2 500 долларов. Некоторые личные вещи Найта появились на аукционе во время дебютного эпизода реалити-шоу «Складские войны» и хранилище, полное вещей (включая пальто) было куплено Барри Вайсом.

## Личная жизнь и проблемы с законом
В 1996 году Найта посадили в тюрьму на испытательный срок. В феврале 1997-го он был приговорён к девяти годам за нарушение. Освобождён 6 августа 2001 года.
В 2003 году его снова посадили в тюрьму за нарушение досрочно-условного освобождения, когда он ударил работника парковки. Доход Death Row быстро уменьшился из-за лишения свободы Найта. Ему удалось спасти себя от полного банкротства, выпуская заархивированные альбомы-компиляции Снуп Догга и посмертные альбомы Тупака. Несмотря на подписание новых артистов, Шуг так и не выпустил ни одного их альбома.
В 2006 году Найт был занят разборками с бывшим другом и экс-партнёром Снуп Доггом после того, как Снуп оскорбил его в Rolling Stone.
10 мая 2008 года Найт был избит возле ночного клуба в Голливуде из-за денежного спора. Его избивали в течение 3 минут, Шуг был доставлен в больницу, и по сообщениям не сотрудничал с полицией.
27 августа 2008 года Найт был арестован за хранение наркотиков и обвинён в нападении при отягчающих обстоятельствах после посещения стрипклуба Лас Вегаса. Когда полиция прибыла на место, Найт бил свою подругу и размахивал ножом. В отчётах также утверждается, что он находился под воздействием экстази и гидрокодона. С 31 октября полиция и обвинители не могли связаться с Айзеком, и никакие формальные обвинения Найту не были предъявлены, а 5 декабря с Найта были сняты все обвинения. Поверенный Найта Дэвид Чеснофф, сказал, что у судебного преследования были «проблемы раскрытия и проблемы свидетеля». Обвинитель Сьюзен Бенедикт отказалась от комментариев. Когда Найта спросили о положительном вердикте, он ответил, что «Бог милостив! Счастливых праздников!».
Как часть требования банкротства, 30 октября 2008 года Шуг также подал иск против Канье Уэста и его партнёров. Судебный процесс касается стрельбы в августе 2005 года на вечеринке Уэста перед «Video Music Awards», где Найт получил огнестрельное ранение в бедро. Иск предъявлен за моральный и физический вред, вызванный стрельбой, больничные затраты, потерю дохода и кражу 15-каратовой (трёхграммовой) алмазной серёжки за 147 000 долларов.
В настоящее время не состоит в браке, у Найта пятеро детей — Тадж (21 год), Эрион (19 лет), Джейкоб (17 лет), Соса (10 лет) и Баилия (8 лет).
В январе 2015 года Найт был арестован. Сообщается, что 29 января, в четверг, около трёх часов дня по местному времени он сбил на пикапе двоих человек. Один из них позже скончался в госпитале, второй выжил, но получил ранения. Убитым был Терри Картер, сооснователь Heavyweight Records и друг Найта, второй — Кле Слоан, режиссёр. Инцидент произошёл в Комптоне, Калифорния, рядом со съёмочной площадкой фильма «Голос улиц». По сообщениям свидетелей, они подъехали к ближайшей закусочной, где о чём-то спорили. В какой-то момент спор обострился и, как сообщает полиция, после этого Найт сел в пикап и сбил их. В пятницу утром Найт сам пришёл в один из полицейских участков Лос-Анджелеса, где и был задержан. Джеймс Блатт, адвокат Найта, сообщил, что Найт не имел намерений убивать кого-либо, он случайно сбил их, пытаясь убежать с места обострившегося конфликта.
21 сентября 2018 Шуг Найт был приговорен в сумме к 28 годам лишения свободы, сообщает «Associated Press». Бывший глава Death Row отказался оспаривать обвинение в убийстве, совершенного в состоянии аффекта, в результате чего получил 22 года тюремного срока. Дополнительные 6 лет Шуг получил из-за нарушенного «закона трёх ошибок», по которому суд имеет право приговорить человека к длительному тюремному сроку за три совершенных в прошлом преступления.

## В культуре
- Документальный фильм Антуана Фукуа «Американская мечта/Американский кошмар» (англ. American Dream/American Knightmare) (2018).
- Фильм «Голос улиц» (англ. Straight Outta Compton, дословно — «Прямиком из Комптона») (2015)